# Kvæfjord
Gmina Kvæfjord (norw. Kvæfjord kommune) – norweska gmina leżąca w regionie Troms. Jej siedzibą jest miasto Borkenes.
Kvæfjord jest 202. norweską gminą pod względem powierzchni.

## Demografia
Według danych z roku 2005, gminę zamieszkuje 3072 osób. Gęstość zaludnienia wynosi 5,89 os./km². Pod względem zaludnienia Kvæfjord zajmuje 267. miejsce wśród norweskich gmin.
| ludność stan na 1 stycznia 2005 |         |           |       |
|                                 | kobiety | mężczyźni | razem |
| osób                            | 1533    | 1539      | 3072  |
| %                               | 49,9%   | 50,1%     | 100%  |

| wykształcenie stan na 1 października 2004 |        |         |        |        |
|                                           | podst. | średnie | wyższe | niezn. |
| osób                                      | 488    | 1392    | 429    | 99     |
| %                                         | 20,27% | 57,81%  | 17,82% | 4,11%  |

## Edukacja
Według danych z 1 października 2004:
- liczba szkół podstawowych (norw. grunnskolar): 4
- liczba uczniów szkół podst.: 494

## Władze gminy
Według danych na rok 2011 administratorem gminy (norw. rådmann) jest Birger Bjørnstad, natomiast burmistrzem (norw. ordfører, d. borgermester) jest Lillian Hessen.